# Ifeanyi Mathew
Ifeanyi Mathew (Kaduna, 1997. január 20. –) nigériai korosztályos válogatott labdarúgó, a svájci Zürich középpályása.

## Pályafutása

### Klubcsapatokban
Mathew a nigériai Kaduna városában született. Az ifjúsági pályafutását a Younnachi Academy csapatában kezdte.
Profi pályafutását az El-Kanemi Warriors felnőtt keretében kezdte. 2016-ban a Kano Pillars csapatát erősítette kölcsönben. 2016 nyarán a norvég első osztályban szereplő Lillestrømhöz igazolt. A 2018–19-es szezon második felében a török Osmanlıspornál szerepelt kölcsönben. 2023. február 15-én 2½ éves szerződést kötött a svájci első osztályban érdekelt Zürich együttesével. Először a 2023. március 5-ei, Servette ellen 1–1-es döntetlennel zárult mérkőzés 76. percében, Bledian Krasniqi cseréjeként lépett pályára. Első gólját 2023. április 15-én, a Luzern ellen idegenben 4–1-es vereséggel zárult találkozón szerezte meg.

### A válogatottban
Mathew 2015-ben tagja volt a nigériai U20-as válogatottnak.

## Statisztikák
2023. május 29. szerint
| Klub                     | Szezon   | Osztály            | Bajnokság | Bajnokság | Kupa  | Kupa | Nemzetközi | Nemzetközi | Összesen | Összesen |
| Klub                     | Szezon   | Osztály            | Meccs     | Gól       | Meccs | Gól  | Meccs      | Gól        | Meccs    | Gól      |
| ------------------------ | -------- | ------------------ | --------- | --------- | ----- | ---- | ---------- | ---------- | -------- | -------- |
| Lillestrøm               | 2016     | Tippeligaen        | 8         | 2         | 0     | 0    | —          | —          | 8        | 2        |
| Lillestrøm               | 2017     | Eliteserien        | 30        | 3         | 4     | 0    | —          | —          | 34       | 3        |
| Lillestrøm               | 2018     | Eliteserien        | 30        | 4         | 7     | 3    | 2          | 0          | 39       | 7        |
| Lillestrøm               | 2019     | Eliteserien        | 13        | 0         | 0     | 0    | —          | —          | 13       | 0        |
| Lillestrøm               | 2020     | OBOS-ligaen        | 29        | 0         | 0     | 0    | —          | —          | 29       | 0        |
| Lillestrøm               | 2021     | Eliteserien        | 30        | 2         | 3     | 1    | —          | —          | 33       | 3        |
| Lillestrøm               | 2022     | Eliteserien        | 29        | 2         | 2     | 1    | 4          | 1          | 35       | 4        |
| Lillestrøm               | Összesen | Összesen           | 169       | 14        | 16    | 5    | 6          | 1          | 191      | 20       |
| Osmanlıspor (kölcsönben) | 2018–19  | 1. Lig             | 10        | 0         | 0     | 0    | —          | —          | 10       | 0        |
| Zürich                   | 2022–23  | Swiss Super League | 13        | 2         | 0     | 0    | —          | —          | 13       | 2        |
| Összesen                 | Összesen | Összesen           | 192       | 16        | 16    | 5    | 6          | 1          | 214      | 22       |

## Sikerei, díjai
Lillestrøm
- Norvég Kupa
  - Győztes (1): 2017

- Norvég Szuperkupa
  - Döntős (1): 2018

- OBOS-ligaen
  - Feljutó (1): 2020